# Rhinocricus varians
Rhinocricus varians är en mångfotingart som först beskrevs av Henri W. Brölemann 1901.  Rhinocricus varians ingår i släktet Rhinocricus och familjen Rhinocricidae. Inga underarter finns listade i Catalogue of Life.